# Narvareservoaren
Narvareservoaren (estniska: Narva veehoidla, ryska: На́рвское водохрани́лище) är en reservoar på gränsen mellan Ryssland och Estland. Den ligger i den östra delen av Estland (landskapet Ida-Virumaa) och västra delen av Ryssland (Leningrad oblast), 200 km öster om Estlands huvudstad Tallinn. Narvareservoaren ligger 24 meter över havet. Arean är 191 kvadratkilometer. Den sträcker sig 19,6 kilometer i nord-sydlig riktning, och 27,0 kilometer i öst-västlig riktning. Den tillförs vatten av Narva, Pljussa, Kulgu jõgi och Mustajõgi samt avvattnas av Narva. Reservoaren byggdes 1955-1956 av Sovjetunionen.